# Kosovo na Olimpijskim igrama
Kosovo će prvi put nastupiti na Olimpijskim igrama 2016. godine. 
Kosovski olimpijski odbor osnovan je 1992. MOO je primio Kosovo u provizorno članstvo 22. listopada, a u punopravno članstvo 9. prosinca 2014. godine. Kosovsku će zastavu na otvaranju OI 2016. nositi svjetska prvakinja u džudu Majlinda Kelmendi.
Na I. Europskim igrama održanim u azerbajdžanskom glavnom gradu Bakuu broncu je u kategoriji do 57 kg 25. lipnja 2015. godine osvojila džudašica Nora Gjakova, što je prvo odličje za Kosovo na međunarodnom višešportskom natjecanju.
Dana 7. kolovoza 2016. godine Kosovo je kao debitant osvojilo svoje prvo olimpijsko odličje i to zlatno. Džudašica Majlinda Kelmendi, dvostruka svjetska prvakinja u kategoriji do 52 kg, do velikog je uspjeha stigla svladavši u završnici Talijanku Odette Giuffridu na yuko.

## Nastupi Kosova

### Ljetne OI
| Godina               | Natjecatelji | Medalje | Medalje | Medalje | Medalje |
| -------------------- | ------------ | ------- | ------- | ------- | ------- |
| Godina               | Natjecatelji | Zlato   | Srebro  | Bronca  | Ukupno  |
| Rio de Janeiro 2016. | 8            | 1       | 0       | 0       | 1       |
| Ukupno               | Ukupno       | 1       | 0       | 0       | 1       |

### ZOI
| Godina            | Natjecatelji | Medalje | Medalje | Medalje | Medalje |
| ----------------- | ------------ | ------- | ------- | ------- | ------- |
| Godina            | Natjecatelji | Zlato   | Srebro  | Bronca  | Ukupno  |
| Pyeongchang 2018. |              |         |         |         |         |
| Ukupno            | Ukupno       | 0       | 0       | 0       | 0       |

## Osvajači odličja
| Medalja | Ime(na)           | Igre                 | Šport | Događaj (disciplina)      |
| ------- | ----------------- | -------------------- | ----- | ------------------------- |
| zlato   | Majlinda Kelmendi | Rio de Janeiro 2016. | džudo | žene, kategorija do 52 kg |